# 모래뱀상어
비만상어(Carcharias taurus, sand tiger shark)는 악상어목 치사상어과에 속하는 상어의 일종이다. 전 세계의 따뜻한 바다의 연안에서 서식하는 대형 상어로 몸길이는 3.2m에 달한다. 번식하는 방식은 상어 중에서 드문 형태인 식란형(食卵型) 난태생이다. 산란기에 동족을 서로 잡아먹기도 한다.